# Joni Tomičić Prezelj
Joni Tomičić Prezelj (* 25. August 1993 in Ljubljana) ist eine slowenische Hürdenläuferin, die sich auf die 100-Meter-Distanz spezialisiert hat.

## Sportliche Laufbahn
Erste internationale Erfahrungen sammelte Joni Tomičić Prezelj im Jahr 2011, als sie bei den Junioreneuropameisterschaften in Tallinn im 100-Meter-Hürdenlauf mit 14,46 s im Halbfinale ausschied und mit der slowenischen 4-mal-100-Meter-Staffel mit 47,32 s den Finaleinzug verpasste. 2014 belegte sie bei den Balkan-Meisterschaften in Pitești in 14,57 s den vierten Platz im B-Lauf und im Jahr darauf wurde sie bei den Balkan-Hallenmeisterschaften in Istanbul in 8,55 s Fünfte im B-Finale über 60 m Hürden. Anschließend schied sie bei den U23-Europameisterschaften in Tallinn mit 13,66 s im Halbfinale aus und wurde bei den Balkan-Meisterschaften in Pitești in 14,00 s Vierte. 2016 klassierte sie sich bei den Balkan-Hallenmeisterschaften in Istanbul mit 8,38 s auf dem fünften Platz und bei den Freiluftmeisterschaften in Pitești wurde sie in 13,60 s erneut Vierte. Bei den Balkan-Hallenmeisterschaften 2017 in Belgrad belegte sie in 8,36 s den vierten Platz und auch bei den Freiluftmeisterschaften in Novi Pazar lief sie nach 13,56 s auf Rang vier ein. Anschließend nahm sie an der Sommer-Universiade in Taipeh teil und schied dort mit 14,41 s im Halbfinale aus. Im Jahr darauf belegte sie bei den Balkan-Meisterschaften in Stara Sagora in 13,54 s den siebten Platz über 100 m Hürden und erreichte in der 4-mal-100-Meter-Staffel nach 46,64 s Rang sechs. 
2019 belegte sie bei den Balkan-Hallenmeisterschaften in Istanbul in 8,52 s den fünften Platz über 60 m Hürden und anschließend erreichte sie bei den Europaspielen in Minsk nach 13,32 s Rang acht. Im Jahr darauf schied sie bei den Balkan-Hallenmeisterschaften in Istanbul mit 7,67 s in der ersten Runde im 60-Meter-Lauf aus und 2021 wurde sie bei den Hallenmeisterschaften ebendort in 8,37 s Siebte über 60 m Hürden. Im Juni gelangte sie bei den Balkan-Meisterschaften in Smederevo mit 13,67 s auf Rang zwölf und 2022 wurde sie bei den Balkan-Hallenmeisterschaften in Istanbul in 8,26 s Sechste. Im Juni wurde sie bei den Freiluftmeisterschaften in Craiova in 13,53 s Vierte über 100 m Hürden und im August schied sie bei den Europameisterschaften in München mit 13,68 s im Vorlauf aus. Im Jahr darauf schied sie bei den Halleneuropameisterschaften in Istanbul mit 9,22 s in der ersten Runde über 60 m Hürden aus. Im Juni wurde sie bei der 2. Liga der Team-Europameisterschaft im Rahmen der Europaspiele in Chorzów in 45,27 s Vierte im A-Lauf in der 4-mal-100-Meter-Staffel. Anschließend wurde sie bei den Balkan-Meisterschaften in Kraljevo in 13,45 s Siebte im B-Lauf über 100 m Hürden.
In den Jahren 2014 und 2015 sowie 2017, 2019 und 2021 wurde Tomičić Prezelj slowenische Meisterin im 100-Meter-Hürdenlauf. Zudem wurde sie 2014 und 2015 sowie 2017 und von 2021 bis 2023 Hallenmeisterin über 60 m Hürden sowie 2020 im 60-Meter-Lauf.

## Persönliche Bestleistungen
- 100 Meter: 11,67 s (+0,7 m/s), 12. Juni 2019 in Maribor
  - 60 Meter (Halle): 7,51 s, 4. Februar 2023 in Zagreb
- 100 m Hürden: 13,15 s (+0,6 m/s), 16. Juni 2023 in Graz
  - 60 m Hürden (Halle): 8,18 s, 18. Februar 2023 in Celje